# Bulletin de Géographie Botanique
El Bulletin de Géographie Botanique (abreviado Bull. Géogr. Bot.) es una revista ilustrada con descripciones botánicas que fue editada en Francia. Se publicaron  los vols.  21-29, en los años 1911-1919 con el nombre de Bulletin de géographie botanique; organe mensuel de l’Académie internationale de Botanique. Fue precedida por Bulletin de l’Académie Internationale de Géographie Botanique.